# Петраускас, Кипрас
Ки́прас Йо́но Петра́ускас (лит. Kipras Petrauskas; 1885―1968) ― литовский, советский оперный певец (тенор), педагог. Народный артист СССР (1950). Лауреат Сталинской премии третьей степени (1951).

## Биография
Кипрас Петраускас родился 23 ноября (5 декабря) 1885 года (по другим источникам 10 ноября (22 ноября) 1885 года) в деревне Цейкинай-Кяйзяй (ныне Игналинского района Утенского уезда Литвы) в семье органиста.
Первые музыкальные уроки получил от своего брата, композитора и певца Микаса Петраускаса. В возрасте девяти лет играл в оркестре, организованный братом. Вместе с Микасом переехал в Обяляй, где учился игре на органе, пел в церковном хоре, посещал начальную школу. В 1900—1904 годах играл на органе в Гервятах, Онушкисе, Свенцянах, Дусменисе.
Участвовал вместе с братом в революционном движении 1905—1907 годов, за что некоторое время провёл в заключении в Тракайской тюрьме.
Дебютировал на сцене в 1906 году, в Вильнюсе, где выступил на премьере мелодрамы «Бируте» М. Петраускаса в партии брата Бируте.
В 1911 году окончил Санкт-Петербургскую консерваторию (класс С. И. Габеля, сценическое мастерство у О. О. Палечека). В том же году дебютировал в Большом театре (Москва) в партии Ромео в опере «Ромео и Джульетта» Ш. Гуно. Будучи студентом, участвовал также в симфонических концертах А. Зилоти. Позднее совершенствовался в вокальном искусстве в Риме у профессора Э. Розати.
В 1911—1920 годах ― солист Мариинского театра (Санкт-Петербург) (под фамилией Пиотровский), пел в спектаклях вместе с Ф. И. Шаляпиным, Л. В. Собиновым, А. В. Неждановой. Принимал участие в спектаклях «Малой оперы» в Петрограде, организованной И. В. Тартаковым и «Народной оперы». Летом 1920 года гастролировал в Зеркальном театре сада «Эрмитаж» в Москве.
В 1920 году вернулся в Литву, где принял активное участие в создании (вместе с композитором Ю. Таллат-Кялпшой) литовского национального оперного театра в Каунасе (ныне Литовский национальный театр оперы и балета), солистом которого был до 1958 года. В репертуаре певца было около 80 партий. Принимал участие в постановках многих литовских национальных опер.
Выступал в концертах вместе с братом.
Гастролировал за границей: Германия (в 1925 и 1928 годах вместе с Ф. Шаляпиным), Испания, Франция (Париж, театр Гранд-опера, 1929—1931), Швеция, Италия (Милан, театр «Ла Скала», 1933), Австрия, Великобритания, Чехия, Бельгия и в странах Латинской Америки. В 1930-х годах пел в симфонических концертах под управлением Э. Купера в Амстердаме (Нидерланды).
В конце 1920 — начале 1930-х годов записывался на грампластинки в Германии и Англии, позднее в СССР.
С 1949 года преподавал в Литовской консерватории (ныне Литовская академия музыки и театра) (Вильнюс) (с 1951 ― профессор). Среди его учеников ― В. Норейка, В. Адамкявичюс, Э. Саулевичюте.
Член Ассоциации творцов искусства Литвы.
Депутат Верховного Совета СССР 2-го (1946—1950) и 4-го созывов (1954—1958).
Кипрас Петраускас умер в Вильнюсе 17 января 1968 года. Похоронен в Вильнюсе на кладбище Расу.

### Семья
- Жена — Эляна Пятраускене (лит. Elena Žalinkevičaitė-Petrauskienė; 1909—1986), актриса, поэт. Заслуженная артистка Литовской ССР (1965).

## Награды и звания

### Награды Литвы
- Орден Великого князя Литовского Гядиминаса III степени (1928)
- Орден Великого князя Литовского Гядиминаса II степени (1930)
- Орден Великого князя Литовского Гядиминаса I степени (1936)

### Награды и звания СССР
- Народный артист Литовской ССР (1945)
- Народный артист СССР (1950)
- Сталинская премия третьей степени (1951) — за исполнение партии в оперном спектакле «Борис Годунов» М. П. Мусоргского
- Орден Ленина (1954)
- Орден Трудового Красного Знамени (1945)
- Медаль.

## Творчество
Создал в опере около 80 ролей. В его репертуаре практически все роли классического тенорового репертуара, как лирические, так и драматические, а также партии в литовских национальных и современных советских операх.
- 1911 — «Ромео и Джульетта» Ш. Гуно — Ромео
- 1911 — «Орфей в аду» Ж. Оффенбаха — Орфей
- 1911 — «Призрак» М. А. Данилевской — Лицеист
- 1911 — «Риголетто» Дж. Верди — Герцог
- 1912 — «Севильский цирюльник» Дж. Россини — граф Альмавива
- 1912 — «Мадам Баттерфляй» Дж. Пуччини — Пинкертон
- 1912 — «Франческа да Римини» Э. Ф. Направника — Паоло
- 1912 — «Вертер» Ж. Массне — Вертер
- 1913 — «Богема» Дж. Пуччини — Рудольф
- 1915 — «Галька» С. Монюшко — Йонтек
- 1916 — «Майская ночь» Н. А. Римского-Корсакова — Левко
- 1916 — «Фауст» Ш. Гуно — Фауст
- 1916 — «Лакме» Л. Делиба — Джеральд
- 1917 — «Снегурочка» Н. А. Римского-Корсакова — Берендей
- 1917 — «Юдифь» А. Н. Серова — Вагоа
- 1917 — «Манон» Ж. Массне — де Грие
- 1917 — «Мефистофель» А. Бойто — Фауст
- 1918 — «Моцарт и Сальери» Н. А. Римского-Корсакова — Моцарт
- 1918 — «Орфей и Эвридика» К. В. Глюка — Орфей
- 1918 — «Мегаэ» А. Т. Венявского — Kuan-on
- 1918 — «Гейша» С. Джонса — Катана
- 1920 — «Травиата» Дж. Верди — Альфред
- 1921 — «Бируте» М. Петраускаса — брат Бируте
- 1921 — «Демон» А. Г. Рубинштейна — Синодал
- 1922 — «Паяцы» Р. Леонкавалло — Канио
- 1923 — «Евгений Онегин» П. И. Чайковского — Ленский
- 1924 — «Кармен» Ж. Бизе — Хозе
- 1924 — «Тоска» Дж. Пуччини — Каварадосси
- 1925 — «Сельская честь» П. Масканьи — Турриду
- 1925 — «Пиковая дама» П. И. Чайковского — Германн
- 1926 — «Сказки Гофмана» Ж. Оффенбаха — Гофман
- 1926 — «Бал-маскарад» Дж. Верди — Ричард
- 1926 — «Миньон» А. Томы — Вильгельм
- 1926 — «Лоэнгрин» Р. Вагнера — Лоэнгрин
- 1927 — «Аида» Дж. Верди — Радамес
- 1927 — «Жидовка» Ф. Галеви — Элеазар
- 1928 — «Долина» Э. д’Альбера — Педро
- 1928 — «Виндзорские проказницы» О. Николаи — Фентон
- 1929 — «Дубровский» Э. Ф. Направника — Владимир
- 1929 — «Трубадур» Дж. Верди — Манрико
- 1930 — «Борис Годунов» М. П. Мусоргского — Самозванец
- 1930 — «Тангейзер» Р. Вагнера — Тангейзер
- 1930 — «Андре Шенье» У. Джордано — Андре Шенье
- 1931 — «Фра-Дьяволо» Д. Обера — Фра-Дьяволо
- 1931 — «Перикола» Ж. Оффенбаха — Пекил
- 1931 — «Самсон и Далила» К. Сен-Санса — Самсон
- 1932 — «Сказка о царе Салтане» Н. А. Римского-Корсакова — Гвидон
- 1932 — «Гугеноты» Дж. Мейербера — Рауль
- 1932 — «Луиза» Г. Шарпантье — Жюльен
- 1932 — «Корневильские колокола» Р. Планкета — Гренише
- 1933 — «Гражина» Ю. Карнавичюса — Лютаурас
- 1934 — «Цыганский барон» И. Штрауса (сына) — Баринкай
- 1935 — «Князь Игорь» А. П. Бородина — Владимир Игоревич
- 1936 — «Сказание о невидимом граде Китеже и деве Февронии» Н. А. Римского-Корсакова — Гришка Кутерьма
- 1936 — «Радвила Перкунас» Ю. Карнавичюса — Янушас
- 1938 — «Отелло» Дж. Верди — Отелло
- 1939 — «Эгле — королева ужей» М. Петраускаса и И. Дамбраускаса — Жильвинас
- 1940 — «Тихий Дон» И. И. Дзержинского — Григорий Мелехов
- «Золотой петушок» Н. А. Римского-Корсакова — Гвидон
- «Руслан и Людмила» М. И. Глинки — Боян
- «Измена» М. М. Ипполитова-Иванова — Эрекле
- «Свадьба Фигаро» В. А. Моцарта — Джеральд

## Память
- В 1985 году, на доме в Вильнюсе, на ул. Расейню, где К. Петраускас жил в 1959—1968 годах, была открыта мемориальная плита с барельефом певца и надписью на литовском и русском языках[3].
- В 1966 году вышла в эфир передача Вильнюсского телевидения о певце «Жизнь на сцене».
- В 1971 году, в Каунасе открыт Музей-квартира К. Петраускаса.
- В 1974 году, в Вильнюсе, на площади у нового здания Литовского театра оперы и балета установлен памятник певцу (скульптор Г. Йокубонис).
- В СССР и Литве были выпущены почтовые марки, посвященные К. Петраускасу.

Почтовые марки
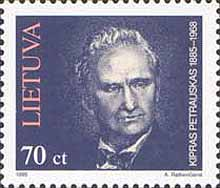
Почтовая марка Литвы, 1995 год